# Ото Хершман
Ото Хершман (рођен 4. јануара 1877, у Бечу, Аустрија — преминуо 14. јуна 1942. у Избици Пољска) је аустријски пливач, мачевалац и адвокат, који је учествовао на Олимпијским играма 1896. у Атини и Олимпијским играма 1912. у Стокхолму.
На Олимпијским играма 1896. у Атини, такмичио се у пливању у дисциплини 100 м слободно. Заузео је друго место са резултатом 1:22,8, што је било за шест секунди слабије време од победника Мађара Алфреда Хајоша.
На Олимпијским играма 1912. у Стокхолму, такмичио се у мачевању, као члан аустријске репрезентације у дисциплини сабља екипно и освојио сребрну медаљу.
Један је од тројице такмичара којима је пошло за руком да освоје олимпијске медаље у два различита спорта. У време одржавања Игара у Стокхолму, био је председник аустријског олимпијског комитета, па је тако постао једини председник олимпијског комитета који је успео да освоји медаљу док се налазио на челу олимпијског комитета.
Хершман је био Јевреј. Након немачке окупације Аустрије бива ухапшен и пребачен у Логор смрти Собибор. Одатле је пребачен у концентрациони логор у Избици где је и страдао 14. јуна 1942.
Једна улица у Бечу, у округу Зимеринг, почев од 7. новембра 2001. носи његово име.